# Pteropus fundatus
La volpe volante delle Banks (Pteropus fundatus Felten & Kock, 1972) è un pipistrello appartenente alla famiglia degli Pteropodidi, endemico delle Isole Banks, Vanuatu.

## Descrizione

### Dimensioni
Pipistrello di medie dimensioni, con la lunghezza della testa e del corpo tra 137 e 152 mm, la lunghezza dell'avambraccio tra 95 e 120 mm, la lunghezza delle orecchie tra 16,5 e 17,8 mm e un peso fino a 224 g.

### Aspetto
La pelliccia è corta eccetto sulle spalle dove è più lunga ed eretta. Il colore del dorso e della testa è bruno-grigiastro, mentre le parti ventrali sono grigio-giallastre. Le spalle sono giallo-arancioni. Il muso è relativamente corto, gli occhi sono grandi. La tibia è ricoperta di peli. Le membrane alari sono attaccate ai fianchi del corpo. È privo di coda, mentre l'uropatagio è ridotto ad una sottile membrana lungo la parte interna degli arti inferiori. Il cranio presenta delle orbite insolitamente più grandi ed una dentatura di dimensioni ridotte.

## Biologia

### Comportamento
Si rifugia in piccoli gruppi o solitariamente tra le fronde degli alberi.

### Alimentazione
Si nutre di frutta di piante locali note come Vaveli e delle infiorescenze della palma da cocco.

### Riproduzione
Femmine gravide sono state catturate nel mese di giugno.

## Distribuzione e habitat
Questa specie è endemica delle Isole Banks, Vanuatu: Mota, Mota Lava e Vanua Lava.
Vive nelle foreste secondarie tropicali di pianura, sebbene sia frequente nelle piantagioni e nei giardini.

## Tassonomia
In accordo alla suddivisione del genere Pteropus effettuata da Andersen, P. fundatus è stato inserito successivamente nello  P. pselaphon species Group, insieme a P. pselaphon stesso, P. insularis, P. pilosus, P. tuberculatus, P. vetulus, P. nitendiensis, P. tokudae  e P. allenorum. Tale appartenenza si basa sulle caratteristiche di avere un rostro del cranio accorciato, sulla presenza di un ripiano basale nei premolari e sulla presenza di una cuspide aggiuntiva nei canini superiori.
Altre specie simpatriche dello stesso genere: P. anetianus e P. tonganus.

## Conservazione
La IUCN Red List, considerata la ristrettezza del suo areale e il continuo decremento di individui adulti a causa della caccia, classifica P. fundatus come specie in pericolo di estinzione (Endangered).